# Slaget ved Intombe
Slaget ved Intombe var et slag under Zulukrigen. Det blev udkæmpet den 12. marts 1879 og stod mellem britiske kolonitropper og zuluer.

## Optakt
De europæiske bosættere omkring landsbyen Luneberg i de omstridte områder nord for Zululand havde søgt tilflugt i landsbyen siden starten på Zulukrigen. Zuluerne udgjorde en seriøs trussel mod området, og der havde været angreb natten til 11. februar.
Briterne sendte fire kompagnier fra 80. regiment til Luneberg for at forsvare byen. De blev kommanderet af major Charles Tucker. 
I slutningen af februar blev en forsyningskolonne på 18 vogne sendt mod Luneburg med forsyninger af blandt andet ammunition til garnisonen. Den blev eskorteret af et enkelt kompagni. 5. marts var konvojen stadig 13 km fra Luneberg og var forsinket på grund af kraftig regn, der fik floderne til at svulme op og gjorde vejene bløde. Major Tucker frygtede et zuluangreb, og sendte ordrer til kompagniet om, at de skulle nå Luneberg ved aftenstid, koste hvad det ville. Uheldigvis tog kompagniets chef dette bogstaveligt og efterlod de fleste af vognene. I de følgende dage blev flere vogne bjærget tilbage til Luneberg.
7. marts sendte Charles Tucker kaptajn David Moriarty af sted med hundrede mænd for at samle alle vognene og passe på dem, til vandstanden faldt nok til, at de kunne reddes tilbage til Luneberg.
11. marts inspicerede Tucker feltbefæstningen ved vognene, men fandt, at den var for dårligt konstrueret. Vognene var placeret i en v-form med enderne ved flodbredden. Imidlertid var vandstanden faldet, og der var nu en åbning på flere meter mellem enderne af befæstningen og floden. En anden fejl var, at 30 soldater var placeret på den anden side af floden.

## Slaget
Natten til 12. marts var to vagtposter stationeret 20 meter fra befæstningen, men de kunne kun se 50 meter frem på grund af et bakkedrag foran dem.
Klokken 3:30 hørtes et skud nær lejren, men Moriarty sendte sine mænd i seng igen, da han ikke mente, det betød noget.
Halvanden time senere så en vagtpost på den anden side af floden en flok af zuluer, der lydløst nærmede sig lejren. 'Han affyrede straks sin riffel og slog alarm' fortalte Tucker senere, og fortsatte: 'vagtposterne på den modsatte bred gjorde det samme. Selvfølgelig var mændene straks oppe, men før de kunne nå til deres positioner, havde zuluerne affyret en byge af skud, smidt deres musketter og havde overrendt vognene. De kom så hurtigt, at der ikke var nogen orden i mændenes forsvar. Det var hver mand, der kæmpede for sit liv, og indenfor få minutter var det overstået, og mændene var simpelthen nedslagtet.'
Moriarty var en af de første, der blev dræbt, mens han stormede ud af sit telt og skød tre zuluer med sin revolver. De få overlevende flygtede ud i floden, mens soldaterne på den anden side gav så meget dækild som muligt. Da de overlevende var nået i land på den anden side af floden, gav løjtnant Henry Harward, Moriartys næstkommanderende, ordre til tilbagetrækning, da flere hundrede zuluer begyndte at krydse floden. Efter han havde givet denne ordre, flygtede han fra sine mænd på den nærmeste hest, han kunne finde.
De overlevende var derfor nu under sergent Anthony Booths kommando. Zuluerne forfulgte de 40 overlevende fem kilometer. Hver gang de kom for tæt på, stoppede de modigste af soldaterne sammen med Booth for at sende en byge af skud efter forfølgerne. Det spredte dem. Fire mand, der kom væk fra gruppen, blev dræbt. De andre nåede Raby's Farm, ca 3 km fra Luneburg, hvor zuluerne afbrød forfølgelsen.

## Efter slaget
Løjtnant Harward ankom til Luneberg og fortalte panisk Tucker, hvad der var sket. Majoren beordrede hurtigt sine beredne tropper til at følge ham til lejren. 150 infanterister skulle følge efter. Tucker og hans ryttere så store masser af zuluer forlade slagmarken, da de nærmede sig. De fandt en soldat, der havde overlevet, fordi han blev ført med vandet ned ad floden. To afrikanske vognkuske blev også fundet i live.
Utroligt nok blev Harward ikke dømt for at lade sine mænd i stikken, men hans karriere var slut, og han forlod hæren i maj 1880. Sergent Booth blev tildelt Victoriakorset for at have ført sine mænd i sikkerhed, efter at Harward var flygtet.
27°13′57″S 30°36′41″Ø / 27.2325°S 30.6114°Ø